# Celaya
Celaya je město v mexickém státě Guanajuato. Žije v něm přibližně 378 tisíc obyvatel. Město leží na řece Laja v nadmořské výšce 1760 metrů a od hlavního města Ciudad de México je vzdáleno 260 km severozápadním směrem.

## Historie
Původními obyvateli regionu byli Purépečové a Čičimékové. Město bylo založeno v roce 1571 pod názvem Purísima Concepción de Celaya (název pochází z baskického výrazu zalaia, což znamená „rovina“).. V roce 1810 byla Zelaya jedním z prvních měst, kde byla vyhlášena nezávislost na Španělsku; vznikly zde povstalecké jednotky, které se staly základem mexické armády. V dubnu 1915 zde proběhla bitva u Celaye, v níž konstitucionalisté, jimž velel Álvaro Obregón, porazili jednotky Pancha Villy.

## Ekonomika
Celaya leží v úrodném kraji Bajío, kde se pěstuje obilí, kukuřice, čirok a cizrna, rozvinuté je také dobytkářství. Převládá zde textilní a potravinářský průmysl. Charakteristickou místní specialitou je cajeta, cukrovinka vyráběná z karamelizovaného kozího mléka. Celaya je také významným dopravním uzlem. Index lidského rozvoje 0,865 patří k nejvyšším v Mexiku.

## Architektura
Významnou památkou je katedrála Neposkrvněného početí z roku 1725. Neoklasicistní kostel El Carmen projektoval místní rodák Francisco Eduardo Tresguerras, jeden z nejuznávanějších mexických architektů. Dominantou města je vodojem, známý svým kulatým tvarem.

## Sport
Nejvýznamnějším sportovištěm je fotbalový stadion Estadio Miguel Alemán Valdés, který využívá klub Celaya FC. K rekračním účelům slouží park Xochipilli.